# Smeeth
Smeeth – wieś w Anglii, w hrabstwie Kent, w dystrykcie Ashford. Leży 35 km na południowy wschód od miasta Maidstone i 88 km na południowy wschód od centrum Londynu. Miejscowość liczy 846 mieszkańców.